# Te Awamutu
Te Awamutu is een stadje in een agrarisch gebied in Waikato op het Noordereiland van Nieuw-Zeeland.
Het heeft een inwoneraantal van 9500 en ligt ongeveer 30 km ten zuiden van Hamilton. Het ligt op de weg naar alle grote ski-gebieden op het Noordereiland als men vanuit Hamilton of Auckland komt.
De stad heeft een grote melkproductenfabriek en staat wijd bekend om zijn rozentuin. De stad wordt genoemd in het lied Mean To Me (1986) van de band Crowded House, de zanger en liedjesschrijver van de band, Neil Finn werd geboren in de stad.
Te Awamutu ligt ongeveer:
- 12 km van Pirongia via Alexandra St.
- 25 km van Cambridge via Cambridge Rd.
- 30 km van Hamilton via Ohaupo Rd.
- 30 km van Otorohanga en 5 km van Kihikihi via Kihikihi St.
- 50 km van Raglan via Paterangi Rd.

## Geboren in Te Awamutu
- Neil Finn, zanger, muzikant en liedjesschrijver
- Tim Finn, zanger, muzikant en liedjesschrijver